# Phacellula gouaniae
Phacellula gouaniae är en svampart som beskrevs av Syd. 1927. Phacellula gouaniae ingår i släktet Phacellula, ordningen Exobasidiales, klassen Exobasidiomycetes, divisionen basidiesvampar och riket svampar.   Inga underarter finns listade i Catalogue of Life.